# 尼罗河小广场
40°50′56″N 14°15′22″E / 40.848752°N 14.256096°E
尼罗河小广场（Piazzetta Nilo）是意大利那不勒斯的一个广场，得名于2000年前在此居留经商的埃及亚历山大人，他们在此竖立站在鳄鱼头上的尼罗河神雕像来怀念自己的祖国。雕像的位置从未移动，中世纪时一直是一个无头的雕像，17世纪加添另一个头。广场附近有数座教堂（圣Angelo、圣母升天、Santissimi 马可和安德里亚、Santa Maria Donnaromita、圣尼古拉斯）和宫殿。